# مارکوس (آیووا)
مارکوس (به انگلیسی: Marcus) شهری در ایالت آیووا کشور ایالات متحده آمریکا است. جمعیت آن در سرشماری سال ۲۰۱۰ میلادی، ۱٬۱۱۷ نفر بوده‌است.